# Формула суммирования Абеля
Формула суммирования Абеля, введённая норвежским математиком Нильсом Хенриком Абелем, часто применяется в теории чисел для оценки сумм конечных и бесконечных рядов.

## Формула
Пусть {\displaystyle a_{n}} — последовательность действительных или комплексных чисел и {\displaystyle f(x)} — непрерывно дифференцируемая на луче {\displaystyle [1,x)} функция. Тогда
{\displaystyle \sum _{1\leq n\leq x}a_{n}f(n)=A(x)f(x)-\int _{1}^{x}A(u)f'(u)\,\mathrm {d} u}
где
{\displaystyle A(x):=\sum _{0<n\leq x}a_{n}\,.}
Представим обе части равенства как функции от {\displaystyle x}. Во-первых, заметим, что при {\displaystyle x=1} равенство верно (интеграл обращается в ноль). Во-вторых, при нецелых {\displaystyle x} обе части можно продифференцировать, получив верное равенство. Наконец, при целом {\displaystyle x} левая часть имеет скачок {\displaystyle a_{x}f(x)}, такой же скачок имеет функция {\displaystyle A(x)f(x)}, а интеграл непрерывен, то есть имеет скачок равный нулю. Таким образом, формула доказана для всех {\displaystyle x\geq 1}.
Если частичные суммы ряда {\displaystyle a_{n}} ограничены, а {\displaystyle \lim \limits _{x\to \infty }f(x)=0}, то предельным переходом можно
получить следующее равенство
{\displaystyle \sum _{n=1}^{\infty }a_{n}f(n)=-\int \limits _{1}^{+\infty }A(u)f'(u)\,\mathrm {d} u}
В общем случае,
{\displaystyle \sum _{x<n\leq y}a_{n}f(n)=A(y)f(y)-A(x)f(x)-\int _{x}^{y}A(u)f'(u)\,\mathrm {d} u\,.}

## Примеры

### Постоянная Эйлера — Маскерони
Для {\displaystyle a_{n}=1} и {\displaystyle f(x)={\frac {1}{x}}\,,} легко видеть, что {\displaystyle A(x)=\lfloor x\rfloor ,} тогда
{\displaystyle \sum _{n=1}^{x}{\frac {1}{n}}={\frac {\lfloor x\rfloor }{x}}+\int _{1}^{x}{\frac {\lfloor u\rfloor }{u^{2}}}\,\mathrm {d} u={\frac {\lfloor x\rfloor }{x}}+\mathrm {ln} (x)-\int _{1}^{x}{\frac {\{u\}}{u^{2}}}\mathrm {d} u}
перенося в левую часть логарифм и преходя к пределу, получаем выражение для постоянной Эйлера — Маскерони:
- {\displaystyle \gamma =1-\int \limits _{1}^{\infty }{\frac {\{u\}}{u^{2}}}\,du}, где {\displaystyle \left\{t\right\}} — дробная часть числа {\displaystyle t}.

### Представлениедзета-функции Римана
Для {\displaystyle a_{n}=1} и {\displaystyle f(x)={\frac {1}{x^{s}}}\,,} аналогично {\displaystyle A(x)=\lfloor x\rfloor ,} тогда
{\displaystyle \sum _{1}^{\infty }{\frac {1}{n^{s}}}=s\int _{1}^{\infty }{\frac {\lfloor u\rfloor }{u^{1+s}}}\mathrm {d} u=s\left(\int _{1}^{\infty }{\frac {u}{u^{1+s}}}\mathrm {d} u-\int _{1}^{\infty }{\frac {\{u\}}{u^{1+s}}}\mathrm {d} u\right)=1+{\frac {1}{s-1}}-s\int _{1}^{\infty }{\frac {\{u\}}{u^{1+s}}}\mathrm {d} u\,.}
Эту формулу можно использовать для определения дзета-функции в области {\displaystyle \Re (s)>0,} поскольку в этом случае интеграл сходится абсолютно. Кроме того, из неё следует, что {\displaystyle \zeta (s)} имеет простой полюс с вычетом 1 в точке s = 1.